# Mercy Borbor Córdova
Misericordia Julia Borbor Córdova (Durán, 22 de junio de 1960), también conocida en el ámbito laboral como Mercy Borbor, es oceanógrafa ecuatoriana. Fue viceministra del Ministerio de Ambiente de Ecuador.

## Trayectoria
Nacida el 22 de junio de 1960, es una Oceanógrafa y Senior Researcher en el Centro Internacional del Pacífico para la Reducción de Riesgos de Desastres, con sede en Guayaquil. Su dedicación a la protección del medio ambiente y la promoción de la sostenibilidad en Ecuador se refleja en su trabajo en la creación de políticas y programas.
Borbor posee una Maestría y Doctorado en Ciencias Ambientales de la Facultad de Ciencias Ambientales y Forestales de la Universidad Estatal de Nueva York. Su trayectoria incluye un puesto postdoctoral en el Centro Nacional de Investigación Atmosférica en Boulder, Colorado, EE. UU.
A lo largo de su carrera, Borbor se ha desempeñado como investigadora y funcionaria pública en gestión ambiental y cambio climático. Ha sido Jefa de Control Ambiental de la Ciudad de Guayaquil, Directora Provincial de Gestión de Riesgo de Desastres para Guayas, y Viceministra del Ministerio de Ambiente de Ecuador.
Su carrera incluye un puesto postdoctoral en el Centro Nacional para la Investigación Atmosférica, CO, EE. UU., destacando su habilidad para fusionar roles como investigadora y funcionaria pública a nivel local, regional y nacional.
Ha sido galardonada como autora líder en el Grupo de Trabajo III sobre Cambio Climático del Grupo Intergubernamental de Expertos sobre el Cambio Climático (IPCC). Su compromiso con la ciencia y la sociedad se refleja en su membresía en sociedades científicas y su participación en iniciativas como la Red Ecuatoriana de Cambio Climático.
Es Profesora Titular Agregada 3 (TC) en la Facultad de Ingeniería Marítima y Ciencias del Mar de Escuela Superior Politécnica del Litoral (ESPOL), donde se enfoca en la investigación, especialmente en resiliencia climática en sistemas urbanos. Su amplia publicación abarca temas que van desde el virus del Zika hasta el cambio climático y enfermedades transmitidas por vectores.
En una de sus entrevistas en IAI afirmó que el tema del cambio climático es transversal en todas las líneas de investigación, y que se encuentra trabajando en dos temas: los nexos del cambio climático (variables de temperatura y precipitación) en enfermedades vectoriales, y el nexo del aumento de las temperaturas y olas de calor con la salud humana. Refiriéndose a RESCLIMA Borbor indicó que “una parte importante del trabajo se enfoca en los sistemas urbanos, se busca determinar los impactos de variables climáticas como la temperatura y la precipitación en ciudades intermedias. Vemos como el clima, en función de las inundaciones, en función de las olas de calor, afecta a la población, especialmente desde una perspectiva de la vulnerabilidad de la ciudad. También estamos estudiando la cadena de impactos que tienen las inundaciones en la proliferación de vectores y enfermedades transmitidas por el agua. Todo tiene una incidencia en conjunto, que hace que la condición de salud se vea totalmente afectada, especialmente en poblaciones con mayor vulnerabilidad. Este conocimiento debe orientar la planificación de la ciudad, la ubicación de las poblaciones vulnerables, el manejo de asentamientos informales, entre otros.”

## Publicaciones relevantes
- Oceanography of Harmful Algal Blooms on the Ecuadorian coast.[4]

- Risk perception of coastal communities and authorities on Harmful Algal Blooms in Ecuador.[5]
- The burden of Dengue fever and Chikungunya in southern coastal Ecuador: Epidemiology, Clinical presentation, and Phylogenetics from first two years of a prospective study.[6]
- Comparación de dos Modelos Matemáticos para estimar los casos de Dengue en la provincia del Guayas
- Climate Services for Health in Ecuador: Enhancing capacity and co-Producing with stakeholder

## Reconocimientos
Mercy Julia Borbor Córdova, es autora del panel de trabajo III del IPCC AR6, y tuvo mérito recibido en 2022. Además, obtuvo un Postdoctoral Fellowship en el National Center for Atmospheric Research en 2004. En 2016, Borbor también obtuvo una beca para la Escuela de Verano en Salud Pública de América Latina, y un fellowship (beca universitaria) en la Fulbright Association, bajo el Programa Fulbright, en 1997; además obtuvo un diploma de Honor, Escuela Superior Politécnica del Litoral, en 1996.
El 8 de noviembre de 2023, fue galardonada con la condecoración al "Mérito Ambiental", otorgada por la Prefectura del Guayas, en sesión solemne por la celebración de los 203 años de la provincia del Guayas.